# Zadnja vas
Zadnja vas este o localitate din comuna Radovljica, Slovenia, cu o populație de 25 de locuitori.